# Пура Бесакіх
Пура Бесакіх (індонез. Pura Besakih) — найбільший релігійний комплекс на індонезійському острові Балі. На його території розташовані 22 індуїстські храми, кожен з яких має своє призначення. Пура Бесакіх займає перше місце у списку шести сакральних храмів (Sad Kahyangan) і входить у дев'ять захисних храмів по сторонах світу (Kahyangan Padma Bhuwana), будучи центральним храмом острова. Архітектурний ансамбль розтягнувся на три кілометри: на трасах,  що спускаються по схилах гір, можна побачити скульптури індуїстських богів Шиви, Брахми і Вішну, а також склепи, сигнальні вежі і навіть майданчики для півнячих боїв.
Храм знаходиться на висоті 1000 метрів над рівнем моря, в селі Бесакіх (Besakih). Назва Бесакіх походить з санскриту і означає «привітання». Пура Бесакіх знаходиться на південно-західному схилі священної гори Агунг, і це накладає на храм особливий статус. У балійському стародавньому рукописі "Лонтар" гору Агунг часто називають «Langkir», що позначає «будинок могутнього духа». Гора Агунг є символом гори Меру - осі світу і місця знаходження єдиного бога, а Пура Бесакіх - храм для молитов, в безпосередній близькості від богів. Храм Бесакіх (Pura Besakih) називають матір'ю всіх храмів, він є найбільшим храмовим комплексом і центром поклоніння індуїстської релігії на Балі. У комплекс Бесакіх входять більше 20-ти пов'язаних між собою храмів, вони розташовані на 6-ти рівнях. 

## Історія

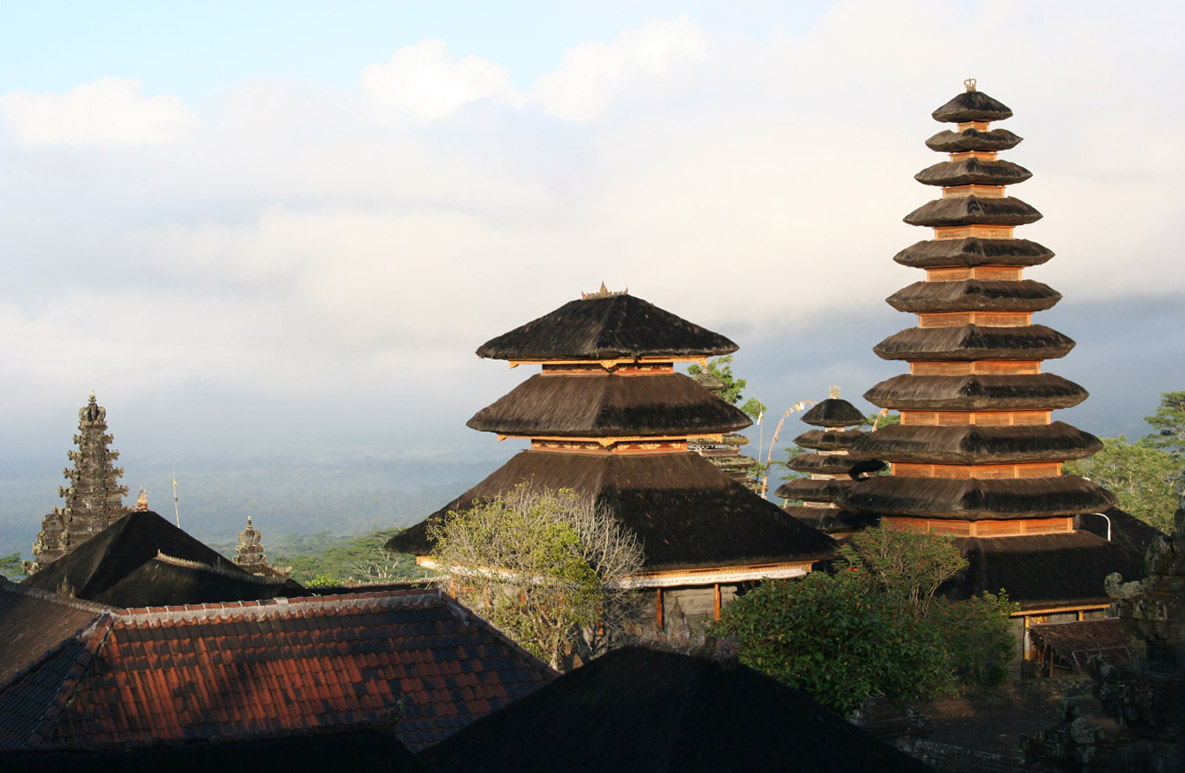

Історія храмового комплексу Pura Besakih налічує вже багато століть, точні дати не ясні, і дані про вік храмового комплексу відрізняються в різних джерелах. Цікаво, що кам'яні основи одного з головних храмів комплексу — Пура Пенатаран Агунг (Pura Penataran AgungЇ, і кількох інших храмів, нагадують мегалітичні ступінчасті піраміди. Такі споруди знаходяться в різних точках планети, найчастіше поряд з морським узбережжям, і датуються від декілька тисяч років до нашої ери. Перша згадка про храмовий комплекс Бесакіх в документах датована 1284 роком. У той час, коли яванські завойовники оселилися на Балі, це місце вже використовувалося для поклоніння індуїстській релігії. У 1963 році, під час виверження вулкана Агунг, лава зупинилася за кілька метрів від Пура Бесакіх і храм не постраждав. Хоча, під час виверження вулкана, багато інших будівель і споруд були зруйновані. Місцеві жителі прийняли чудесний порятунок храму Бесакіх за знак богів, і з тих пір, храмовий комплекс ще більше шанується.

## Храми комплексу

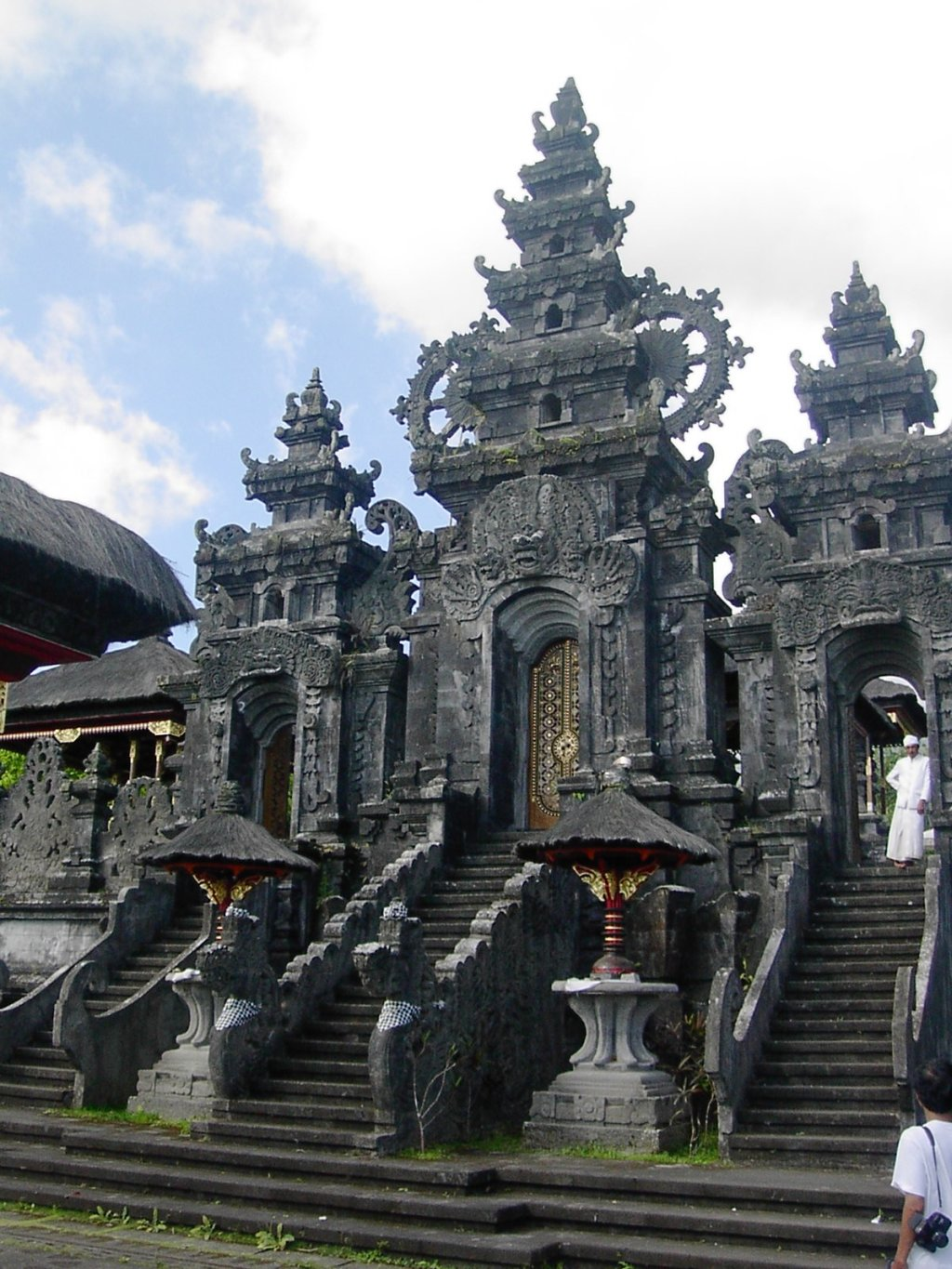
Ворота до верхніх храмів

Бесакіх складається з 18 громадських і чотирьох допоміжних храмів. Всі храми пов'язані між собою, мають свою назву і символізують певне божество. Наприклад, Пура Гелап або Храм блискавки, що представляє бога Ішвара (Iswara), знаходиться на сході, його колір білий. Пура Кідулінг Кретег (Pura Kiduling Kreteg) - Храм на південь від моста - обитель Брахми, колір червоний, знаходиться на півдні. Пура Бату Мадег (Pura Batu Madeg) - Храм нерухомого каменю - присвячений Вішну, знаходиться на півночі, колір чорний. Центральну частину храму Бесакіх представляє головний храм Панатаран Агунг (Panataran Agung), тут поклоняються Шиві, його улюблений колір білий. Три статуї прикрашають простір цього храму - Вішну, Брахми і Шиви. Тому кольори в храмі не тільки білі, а червоні і чорні. Pura Kiduling Kreteg, Pura Batu Madeg and Pura Panataran Agung - ці храми є найбільшими і символізують Тримурті - Брахма-творець, Вішну-охоронець і Шива-руйнівник (Земля, вода і повітря). 
Є нижня група з 11-ти храмів. Один з них, Пура Бангун Сакті (Pura Bangun Sakti), присвячений космічному змію Нагу, символізує землю і її плоди. Пура Басукіан (Pura Basukian) на честь Басукі, космічного дракона, який брав участь в історії створення молочного океану, для виробництва еліксиру життя Амріта, він символізує води землі. Пура Манік Мас (Pura Manik Mas) - тут живе космічна черепаха, яка теж брала участь в отриманні святої цілющої води, підтримуючи гору Меру на собі, щоб та не потонула в молочному океані. 
На острові Балі в кожному місті, селищі, селі обов'язково присутні три храми: Пура Пусех (Pura Puseh) — храм предків, Пура Деса (Pura Desa) — храм громади, Пура Далем (Pura Dalem) — храм мертвих. Балі вважається островом 2500 храмів, тому що вони тут скрізь (і навіть в кожному будинку обов'язково є фамільний храм). У храмі Бесакіх теж є всі три традиційних храми — предків, громадський і мертвих, тільки служать вони всьому балійським суспільству в цілому. Праворуч від Пантаран Агунг є комплекс храмів, де шанують предків і рід. Ще є храми, де шанують шановні на Балі клани, наприклад, Храм династії Гелгель, які правили в 15-16-му століттях.

## Туризм
У 2013 році храм відвідало 84 368 іноземних туристів та 24 853 балійців. Щороку тут проходить принаймні сімдесят фестивалів,, так як майже кожен храм святкує щорічно свій ювілей. Цей цикл заснований на 210-денному балійському календарі. 
Відвідувачі цього храму повинні проявляти обережність, оскільки в храму і навколо приміщення цього храму працюють шахраї. Вони пристають до туристів, пропонуючи обов'язкового гіда за захмарними цінами. Вони також виконують "молитви" за певну плату. Відвідувачі, які відмовляються їхніх «послуги» сприймаються вельми агресивно.